# Оуквелл
«Оуквелл Стедіум» (англ. Oakwell Stadium) — багатофункціональний стадіон у Барнслі, Англія, домашня арена ФК «Барнслі».
Стадіон побудований 1887 року та відкритий у 1888 році. Протягом 1992—1999 років був реконструйований. До 2003 року був у власності ФК «Барнслі», однак  у 2002 році муніципалітет Барнслі придбав його у клубу задля його фінансової підтримки.